# Volkswagen BlueSport
O Volkswagen BlueSport é um protótipo apresentado na edição de 2009 do NAIAS.
O BlueSport foi apresentado North American International Auto Show (NAIAS) na sua edição de 2009, o conceito foi exibido junto a carros como Polo E-Flex, Fox Xtreme e Fox Route.
O BlueSport era baseado em outro conceito, o Concept R, que por sua vez foi apresentado em 2003 no Salão de Frankfurt - Alemanha, o roadster contava com um motor 2.0 TDI (Turbocharged Direct Injection) capaz de produzir 180 cv de potência e acelerar de 0 a 100km/h (0 to 60 mph) em apenas 6,2 segundos, tendo sua velocidade final estimada em 227 km/h (140 mph).
O BlueSport tinha como objetivo ser um carro de baixas emissões de poluentes, e mesmo com motor a diesel surpreendia emitindo apenas 113 g de CO2 por km e fazendo 23,2 km/l.
Houve rumores de que uma suposta versão de produção do BlueSport estaria sendo produzida com uma plataforma de codinome Mimo (um anagrama de Mittelmotor, palavra alemã que significa Motor Central), que seria compartilhada em um futuro com outras marcas do Grupo Volkswagen, como Audi e Porsche, porém o modelo de produção nunca foi lançado e essa plataforma nunca foi utilizada em nenhum carro, e provavelmente essa  história não passava de rumores.